# ヴィッラノヴァフランカ
ヴィッラノヴァフランカ（イタリア語: Villanovafranca）は、イタリア共和国サルデーニャ州南サルデーニャ県にある、人口約1,300人の基礎自治体（コムーネ）。

## 地理

### 位置・広がり

#### 隣接コムーネ
隣接するコムーネは以下の通り。
- バルーミニ
- エスコルカ
- ジェージコ
- グアジーラ
- ラス・プラッサス
- ヴィッラマル